# María, llena eres de gracia
María, llena eres de gracia, también conocida en inglés como Maria Full of Grace, es una película dramática en coproducción entre Colombia y Estados Unidos dirigida por Joshua Marston en 2004. Estuvo protagonizada por Catalina Sandino, Yenni Paola Vega y John Alex Toro.	
Se basa en la historia de una adolescente colombiana, desempleada y embarazada que acepta la propuesta de un narcotraficante en obtener dinero a cambio de introducir drogas en Estados Unidos por las llamadas mulas del narcotráfico.
La película obtuvo por lo general críticas positivas. La interpretación de Sandino le valió la nominación al  Premio Oscar a la Mejor Actriz y fue galardonada con el Oso de Oro a la Mejor Actriz en el Festival de Cine de Berlín, así como también en el Independent Spirit Awards, entre otros reconocimientos.

## Sinopsis
María (Catalina Sandino Moreno) vive en una modesta casa de cemento con su abuela, su madre, su hermana y su pequeño sobrino. Todas las mañanas, sale antes del alba y toma el autobús que la lleva a su trabajo en una importante plantación industrial de rosas, en las afueras del pueblo. El trabajo allí es alienante, tedioso y duramente reglamentado. Junto con su mejor amiga, Blanca (Yenny Paola Vega), María pasa los interminables días trabajando de pie, sacándole las espinas a centenares de tallos de flores y preparando bouquets de exportación. De vez en cuando, hay un fin de semana de fiesta en la plaza del pueblo, que nadie se pierde, con un conjunto local que toca salsa y cumbia; María no para de bailar, mientras su novio Juan (Wilson Guerrero) se contenta con matar el tiempo mirando todo desde un costado, tomando aguardiente.

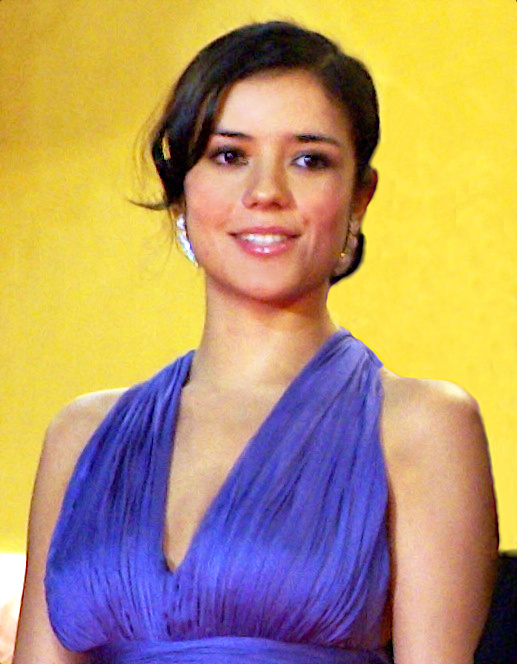
Catalina Sandino Moreno, protagonista de la película, ganadora en el Festival Internacional de Cine de Berlín y nominada en los Premios Óscar.

María tiene 17 años, un carácter lleno de audacia, sensatez y mucho espíritu, y la sensación creciente de que el mundo, ancho y ajeno, le ha reservado un lugar pequeño, marginal y desangelado, que ella no está dispuesta a aceptar. En casa, tiene frecuentes disputas con sus familiares, especialmente con su hermana mayor, Diana (Johanna Andrea Mora), cuyo salario semanal es destinado completamente a la crianza de su bebé; y aunque María adora a la criatura, siente que es injusto que ella deba darle a Diana parte de su propio salario para aportar a la precaria economía familiar. En el trabajo, María se resiste a aceptar las abusivas normas de un sistema que pretende mezquinarlo todo, desde el modo en que se arman los bouquets hasta los minutos de tolerancia para que los empleados vayan al baño. Tampoco quiere ser la típica novia sumisa de Juan, quien no entiende ni eventualmente aceptaría los anhelos de cambio de María. Blanca es la única que parece comprender su inquieta naturaleza; en su candorosa timidez, Blanca se siente a gusto dejándose llevar por el ímpetu de María.
Pero María está a punto de cambiar de rumbo de manera drástica. Cierto día, en el trabajo, tiene náuseas y pide permiso para ir al baño. Su supervisor se lo niega arbitrariamente, y de paso le da un sermón sobre su inaceptable carencia de toda ética laboral. La discusión es, en última instancia, una pugna de actitudes ferozmente antagónicas, y María abruptamente renuncia. Su familia reacciona con asombro y rabia, pero María no acepta siquiera disculparse por su impulsiva determinación, y mucho menos reconsiderarla. Por otra parte, hay otra cosa que le preocupa: está embarazada, y nadie lo sabe, excepto Juan, quien le ofrece matrimonio, pero por la única razón de que eso es lo que se supone que hay que hacer. Y para María eso no es suficiente.
Con escasas opciones laborales en ese ámbito, la mejor opción que María tiene a la vista es acudir a una amiga que trabaja de mucama en Bogotá. Y hacia allí se encamina, cuando una oportunidad inesperada se le presenta en la persona de Franklin, un desconocido muy avasallador, con quien María se cruza en una fiesta de fin de semana. Con su saco de cuero a la moda y su natural seducción, Franklin es muy diferente a Juan y a cualquiera de los otros muchachos del pueblo; además, viene de otra región de Colombia. Sabe bien cómo hablarle a una mujer, y despierta el interés de María contándole de un trabajo estupendo, con viajes incluidos, cosa que para María es una novedad absoluta. Pero cuando Franklin pronuncia la palabra “mula”, María comprende inmediatamente de qué está hablando: se trata de tragarse decenas de cartuchos de látex, del tamaño de un pulgar, rellenos de heroína, e ingresar con ese cargamento a los Estados Unidos. María ha oído varias historias de mulas capturadas, y nada le parece más peligroso, pero Franklin, con ese aire del que todo lo sabe, dice que las mulas capturadas son en realidad tontos que quieren fama y que se hacen atrapar deliberadamente para salir en televisión. Que una chica inteligente como María no puede tener ningún problema. El factor decisivo es el dinero: cinco mil dólares por un solo viaje; una cifra que puede cambiarle la vida de una vez y para siempre.
Dejando a un lado sus dudas, María se entrevista con su posible nuevo patrón, Javier (Jaime Osorio Gómez), un hombre de aspecto cálido y paternal, quien le explica el trabajo en términos muy simples, e insiste en darle a María una especie de adelanto para aliviar sus problemas de dinero, aún antes de que ella dé una respuesta definitiva. Aunque Javier le asegura que se trata de un regalo, y que no hay en ello ninguna clase de compromiso, María comprende que, al tomar el dinero, ha aceptado el trabajo. Enseguida, traba amistad con otra mula, Lucy (Guilied López), quien le explica todo lo que tiene que saber: cómo prepararse físicamente, cómo vestirse, como comportarse, y que si uno de los cartuchos se rompe en el estómago, eso significa la muerte. Lucy ya ha hecho dos viajes, y el trabajo parece haberle dado completa independencia económica. No obstante, cuando habla de sus viajes a Nueva York, confiesa amargamente que nunca ha tenido el coraje de visitar a su hermana mayor, que vive en Queens.
Con plena conciencia de los riesgos que le aguardan en su nuevo oficio, María no puede sino enfurecerse cuando se entera de que Blanca también va a convertirse en una mula. Pero su amiga tampoco puede volverse atrás; ya ha aceptado el dinero de “regalo”.
En el curso de las siguientes veinticuatro horas, María tiene que tragarse sesenta y dos cartuchos de látex llenos de droga, uno tras otro, con Javier vigilándola atentamente. Y cuando al día siguiente aborda el vuelo, descubre que va a viajar con Blanca, Lucy y una cuarta mujer, mula también.
Pero no será el viaje sin complicaciones que Franklin le había asegurado. Durante el vuelo, Lucy empieza a sentirse muy mal, lo cual parece implicar que un cartucho se ha roto en su estómago y la droga ha comenzado a contaminar todo su organismo. Ya en los Estados Unidos, la situación se complica todavía más, cuando los agentes de aduana detienen a la cuarta mula. Sin saber cómo, María y Blanca se ven encerradas en un mugroso cuarto de motel de Nueva Jersey, bajo la atenta y fría mirada de dos jóvenes sicarios, mientras tienen que dedicarse al lento y humillante proceso de expeler las cápsulas de la droga. Al mismo tiempo, Lucy se agrava: María hace lo que puede, pero sus jóvenes custodios son absolutamente indiferentes.
Cuando María despierta, a la mañana siguiente, descubre el baño cubierto de sangre, y ni señales de Lucy y de los dos jóvenes matones. Con Blanca aprovechan la circunstancia y huyen con la droga. Perdida en un ambiente que le es completamente extraño, María tiene un único dato útil: el nombre y la dirección de la hermana de Lucy, Carla (Patricia Rae).
Y así, en los días subsiguientes, María deberá enfrentarse con situaciones que pondrán a prueba su entereza, su coraje y su sentido de la humanidad. Solo con el instinto y la inteligencia como guías, deberá intentar salir del infierno y poner proa verdaderamente rumbo a una nueva vida.

## Recepción

### Crítica
La película fue aclamada por la crítica. Obtuvo un índice de aprobación del 96% en el sitio de agregados Rotten Tomatoes, según 141 comentarios, y una calificación promedio de 8/10. En Metacritic, la película tiene una puntuación promedio ponderada de 87 sobre 100, basada en 39 críticas, que indica "aclamación universal". Según Desson Thomson de The Washington Post, "Catalina Sandino Moreno es una Mona Lisa colombiana, una fuerza mayor, delicada e inolvidable. Agregue a su actitud luminosa una historia que abre agujeros carnosos a través de su corazón y usted tiene una aturdidor de una película".
Al escribir para Rolling Stone, Peter Travers le dio a la película 3 de 4 estrellas, elogiando la actuación de Moreno, el guion y la dirección de Maston, y dijo: "Recuerda el nombre de Catalina Sandino Moreno. La presentación sincera y desgarradora que ella da aquí debe ponerla en la línea por un montón de premios de fin de año".

### Comentarios
Una película llena de revelaciones, no solo por su historia, guion y director, sino también por su protagonista Catalina Sandino Moreno. Esta joven actriz ha hecho un trabajo increíble, caracterizando a una mujer desesperadamente tratando de conseguir la libertad emocional y aspiraciones económicas, pero fracasa cuando ve que llega a ser una víctima de su propio deseo. Su personaje, María, es una joven de escasos recursos, que perdió su trabajo después de que supo que está embarazada. La desesperación y suscitan la cuestión de la necesidad de ser un traficante de drogas, usando sus cuerpos para el contrabando de drogas a los Estados Unidos. La película muestra cómo los comerciantes utilizan estos inocentes y necesitados, la decoración es en realidad la tala ilegal, como un simple y fácil de implementar. Antes de descubrir la mano de María, el peligro de las drogas, sabemos que el pequeño mundo de nuestra heroína, su familia, su vida en un pequeño pueblo, su novio, y sus temores. Sea la persona que mantiene a su familia, él entra en pánico cuando se enteran de que han abandonado su empleo. A su vez, la vida de María solo puede empeorar cuando ella descubre que está embarazada de un novio al que no le gusta. Marston intentado con esta película, el drama de enseñar al mundo que gastan miles de jóvenes de Colombia y los países de América Latina cuando entran en el mundo de las drogas, el ejemplo de María, que se convierte en ilegal cuando la compañía Franklin (un joven hombre que conoce en un bar), el jefe novato. Si María es una historia de cientos de personas que viven día a día, haciendo tan especial y único es la misma María. Catalina interpretación que obtenemos nuestro corazón en la garganta constantemente. Catalina parece funcionar bien vivido y actuado ardor, sangre en la cara, los ojos asustados y decidido, mientras se muestra una determinación e ingenua María, pero sin olvidar su decencia y la moralidad. En la historia, Marston muestra varias escenas fuertes e intensos, como preparación previa al vuelo. María debe practicar cápsulas tomando, una vez alcanzados sin dificultad para tragar las cápsulas 62 se inserta drogas. Si uno de ellos cae mueren de sobredosis de drogas. Pero el estrés no se detiene allí, después continúe el vuelo, uno de los vuelos más tenso jamás filmada, en el aeropuerto que evita ser analizados debido a su embarazo, las cápsulas vacías, la miedo, todos ellos son Marston también aprovecha la oportunidad para mostrar el Barrio Latino de Nueva York, justo en Queens. Maria Full of Grace es un documental auténtico deslumbrar como desarrollador. La decisión de María puede ser repudiado, pero sigue siendo una decisión valiente en la búsqueda de su propia liberación.

### Opinión de Catalina Sandino
La actriz Catalina Sandino fue entrevistada por miembros de la revista Shock en abril de 2014 y se especificó en comentar sobre sus reconocimientos obtenidos internacionalmente debido a su actuación: "Fuimos al festival solamente a conocer Berlín, sin intención de ganarnos ningún premio. Cuando el jurado me lo entregó, sentí que era un reconocimiento a todos esos años, un poco perdidos para mí, en el campo de la actuación". Dijo tras haber ganado en el Festival de Cine de Berlín como Mejor Actriz.
"El Sundance es el festival más importante de los Estados Unidos. Nosotros obtuvimos el premio del público que, en mi concepto, es el mejor. Que la gente escoja tu película y que, además, la premie es algo realmente increíble", dijo después al obtener un galardón en el Festival de Sundance.

## Reparto
| Actor                         | Papel                            |
| ----------------------------- | -------------------------------- |
| Catalina Sandino Moreno       | María Álvarez                    |
| Yenny Paola Vega              | Blanca                           |
| Guilied López                 | Lucy Díaz                        |
| John Alex Toro                | Franklin (como Jhon Alex Toro)   |
| Patricia Rae                  | Carla                            |
| Virginia Ariza                | Juana                            |
| Wilson Guerrero               | Juan                             |
| Jaime Osorio Gómez            | Javier (como Jaime Osorio Gómez) |
| Charles Albert Patiño         | Felipe                           |
| Johanna Andrea Mora           | Diana Álvarez                    |
| Rodrigo Sánchez Borhorquez    | Supervisor                       |
| Fabricio Suárez, Mateo Suárez | Pacho                            |
| Evangelina Morales            | Rosita                           |
| Juana Guarderas               | Farmacéutica                     |
| Victor Macias                 | Pellet Maker                     |

## Premios

### Reconocimientos
| Lista de reconocimiento                                  | Lista de reconocimiento                            | Lista de reconocimiento                  | Lista de reconocimiento |
| Premios / Festival de Cine                               | Categoría                                          | Nominado/a                               | Resultado               |
| -------------------------------------------------------- | -------------------------------------------------- | ---------------------------------------- | ----------------------- |
| Premios Óscar                                            | Mejor Actriz                                       | Catalina Sandino Moreno                  | Nominada                |
| Asociación de Cronistas Cinematográficos de la Argentina | Cóndor de Plata a la Mejor Película Iberoamericana | Joshua Marston                           | Ganador                 |
| Festival de cine de Berlín                               | Oso de oro                                         | Joshua Marston                           | Nominado                |
| Festival de cine de Berlín                               | Oso de Plata a la mejor interpretación femenina    | Catalina Sandino Moreno                  | Ganadora                |
| Festival de cine de Berlín                               | Premio Alfred Bauer                                | Joshua Marston                           | Ganador                 |
| Boston Society of Film Critics Awards                    | Mejor Nuevo Cineasta                               | Joshua Marston                           | Nominado                |
| Critics' Choice Movie Awards                             | Mejor Actriz                                       | Catalina Sandino Moreno                  | Nominada                |
| Critics' Choice Movie Awards                             | Mejor Película extranjera                          | Joshua Marston                           | Nominado                |
| Cartagena Film Festival                                  | India catalina de oro a la mejor actriz            | Catalina Sandino Moreno                  | Ganadora                |
| Cartagena Film Festival                                  | Premio del Jurado                                  | Joshua Marston                           | Ganador                 |
| Chicago Film Critics Association                         | Mejor intérprete prometedor                        | Catalina Sandino Moreno                  | Ganadora                |
| Dallas-Fort Worth Film Critics Association               | Mejor Actriz                                       | Catalina Sandino Moreno                  | Nominada                |
| Dallas-Fort Worth Film Critics Association               | Mejor Película extranjera                          | Joshua Marston                           | Nominado                |
| Dallas-Fort Worth Film Critics Association               | Russell Smith Award                                | Joshua Marston                           | Ganador                 |
| Deauville Film Festival                                  | Grand Prix                                         | Joshua Marston                           | Ganador                 |
| Deauville Film Festival                                  | Prix du Public                                     | Joshua Marston                           | Ganador                 |
| Deauville Film Festival                                  | Prix de la Critique Internationale                 | Joshua Marston                           | Ganador                 |
| Premios Gotham                                           | Actriz innovadora                                  | Catalina Sandino Moreno                  | Ganadora                |
| Premios Gotham                                           | Director innovador                                 | Joshua Marston                           | Ganador                 |
| Independent Spirit Awards                                | Mejor Película                                     | Paul Mezey                               | Nominado                |
| Independent Spirit Awards                                | Mejor Director                                     | Joshua Marston                           | Nominado                |
| Independent Spirit Awards                                | Mejor Actriz                                       | Catalina Sandino Moreno                  | Ganadora                |
| Independent Spirit Awards                                | Actriz de Reparto                                  | Yenny Paola Vega                         | Nominada                |
| Independent Spirit Awards                                | Mejor guion                                        | Joshua Marston                           | Ganador                 |
| London Film Critics Circle Awards                        | Actriz del año                                     | Catalina Sandino Moreno                  | Nominada                |
| Los Angeles Film Critics Association Awards              | Premio de nueva generación                         | Catalina Sandino Moreno y Joshua Marston | Ganadores               |
| National Board of Review                                 | Película extranjera                                | Joshua Marston                           | Ganador                 |
| New York Film Critics Circle Awards                      | Mejor Película                                     | Joshua Marston                           | Ganador                 |
| Online Film Critics Society Awards                       | Mejor Película extranjera                          | Joshua Marston                           | Nominado                |
| Online Film Critics Society Awards                       | Mejor cineasta innovador                           | Joshua Marston                           | Nominado                |
| Online Film Critics Society Awards                       | Mejor interpretación innovadora                    | Catalina Sandino Moreno                  | Ganadora                |
| San Francisco Film Critics Circle Awards                 | Mejor Película extranjera                          | Joshua Marston                           | Ganador                 |
| Satellite Awards                                         | Mejor Película de Drama                            | Joshua Marston                           | Nominado                |
| Satellite Awards                                         | Mejor Director                                     | Joshua Marston                           | Nominado                |
| Satellite Awards                                         | Mejor Actriz de Drama                              | Catalina Sandino Moreno                  | Nominada                |
| Screen Actors Guild Awards                               | Actriz en papel principal                          | Catalina Sandino Moreno                  | Ganadora                |
| Seattle International Film Festival                      | Mejor Actriz                                       | Catalina Sandino Moreno                  | Ganadora                |
| Festival de Sundance                                     | Premio de la audiencia                             | Paul Mezey                               | Ganador                 |
| Toronto Film Critics Association Awards                  | Mejor Primera película                             | Joshua Marston                           | Ganador                 |
| Vancouver Film Critics Circle Awards                     | Mejor película extranjera                          | Joshua Marston                           | Nominado                |
| Washington D. C. Area Film Critics Association           | Mejor Película extranjera                          | Joshua Marston                           | Ganador                 |